# Neteller
Neteller este un serviciu de transfer de bani electronici utilizat pentru a transfera bani către și de la comercianți, cum ar fi firme de tranzacționare valutară, firme de rețele sociale. Acesta poate retrage fonduri direct folosind cardul Net + sau poate transfera soldul în conturile bancare proprii.
Acesta este deținut și operat de compania britanică de plăți globale Paysafe Group, alături de fostul concurent Skrill și metoda de plată în avans paysafecard.

## Legături externe
- Site web oficial